# Amathusia kühni
Amathusia kühni är en fjärilsart som beskrevs av Johannes Karl Max Röber 1900. Amathusia kühni ingår i släktet Amathusia och familjen praktfjärilar. Inga underarter finns listade i Catalogue of Life.